# Святополк II Великий
Святополк II (пол. Świętopełk II; бл. 1190 — 11 січня 1266) — князь Східної Померанії  (1220—1260). Представник династії Собіславичів. Прізвисько — Вели́кий (пол. Wielki). Також — Святополк Гданський.

## Біографія

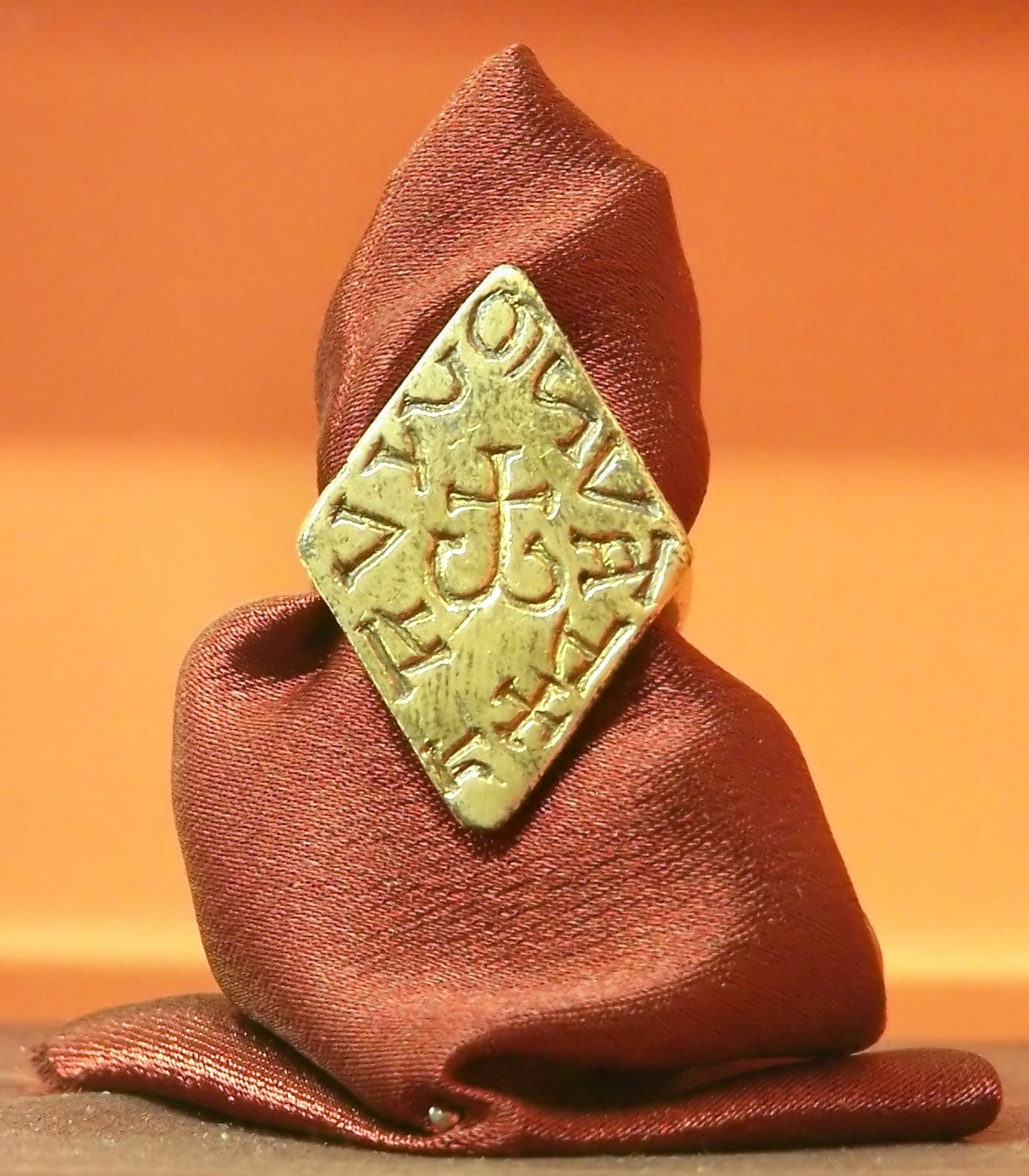
Перстень Святополка ІІ з печаткою.

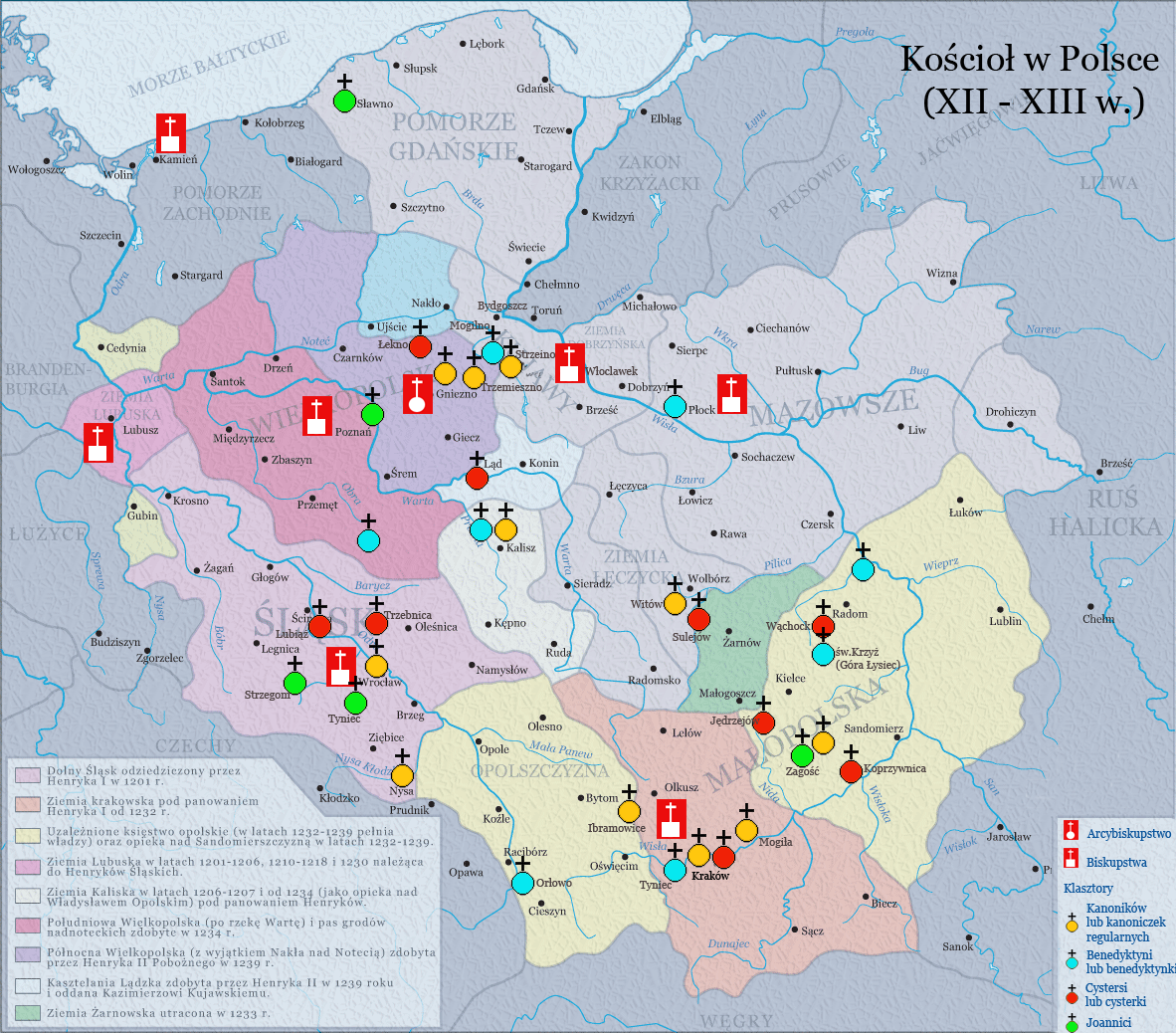
Володіння Святополка II (позначено сірим кольором)

Походив з династії Собіславичів. Старший син Мстівоя I, князя Східної Померанії, та Свініслави П'яст. Народився близько 1190 року. Після смерті батька у 1219/1220 роках розділив Східну Померанію зі своїми братами (Вартіславом, Самбором та Ратибором), отримавши основні володіння з Гданськом. Того ж року Святополка II затвердив в статусі князя Лешек I, верховний князь Польщі. При цьому з огляду на малолітство братів узяв опіку над Тчевським та Білогардським князівствами, якими керував до 1232—1233 років.
В першу чергу надав численні права місту Гданську та його магістрату в галузі торгівлі та рибальства. З цього почався ще більш стрімкий розвиток міста. Тут посіли домініканці, цистерціанці. 
У 1223 році брав участь у поході Лешека I та Конрада Мазовецького проти племен прусів. Водночас надав нові маєтності монастирю в Оліве. Того ж року надав допомогу своєму шваргу Владиславу Одоничу з династії П'яст, виступивши проти Владислава III Тонконого, князя Великої Польщі.
У 1225 році вигнав данські залоги з Слупська, захопивши Слупську землю. Водночас діяв разом з Владиславом Одоничем проти Владислава III та Лешека I. 15 листопада 1227 року П'ясти зібралися на з'їзд у Ґонсави. Під час короткої перерви в обговоренні на присутніх несподівано напав Святополк II, який вбив Лешека I, було поранено Генріха I Бородатого. Того ж року сприяв заснуванню домініканського монастиря у Гданську.
Вслід за цим в Польщі почалася тривала боротьба за верховну владу. Цим скористався Святополк II, щоб стати незалежним. Було впроваджено князівський суд, посади каргера, скарбника, каштелянів. Зрештою посилилася влада князя, якого підтримувала місцева шляхта та духівництво. У 1231 році Святополк II отримав протекцію Папського престолу в обмін на продовження політику християнізації пруссів. У 1234 році брав участь у поході мазовецьких та тевтонських військ проти пруссів, яким завдано нищівної поразки у битві на річці Дзежґонь.
У 1236 або 1237 році приєднав область навколо міста Славно (на кордоні Західної та Східної Померанії). Проте посилення Святополка II викликало занепокоєння сусідів. У 1238 році проти князя Гданського виступили брати Самбор II і Ратибор Білоґардський при підтримці Тевтонського ордену та Мекленбургу. Водночас погіршилися стосунки з Казимиром I, князем Куявії, та Михайлом, єпископом Куявії (йому підпорядковувалася церковна територія Східної Померанії). В свою чергу князь Східної Померанії уклав союз з пруссами та ливами і куршами.
У 1242 році розпочалася війна Святополка II зі своїми ворогами. Спочатку князь Східної Померанії втратив міста накло, Вишгород та Сартовіце. Зрештою у 1248 році зазнав поразки: у війні загинув син Ян, а іншого Мстівоя — передав як заручника Тевтонському ордену. Зрештою віддав ордену свої землі на східному березі Вісли. У 1252 році Святополк II намагався повернути втрачені землі, але не домігся успіху. Зрештою у 1253 році уклав мирний договір з тевтонськими лицарями на попередніх умовах.
При цьому вимушений був боротися проти західнопомеранських та сілезьких володарів. В союзі з Казимиром I, князя Куявії. У 1257—1258 роках відбив напади Болеслава I, герцога Сілезії, та Вартіслава II, герцога Померанії-Димміна. Зрештою у 1259 році завдав ворогам нищівної поразки у битві під Слупськом. Завдяки цьому зберіг свої західні володіння.
Помер Святополк II у 1266 році, за заповітом якого володіння останнього було розділено між синами.

## Титул

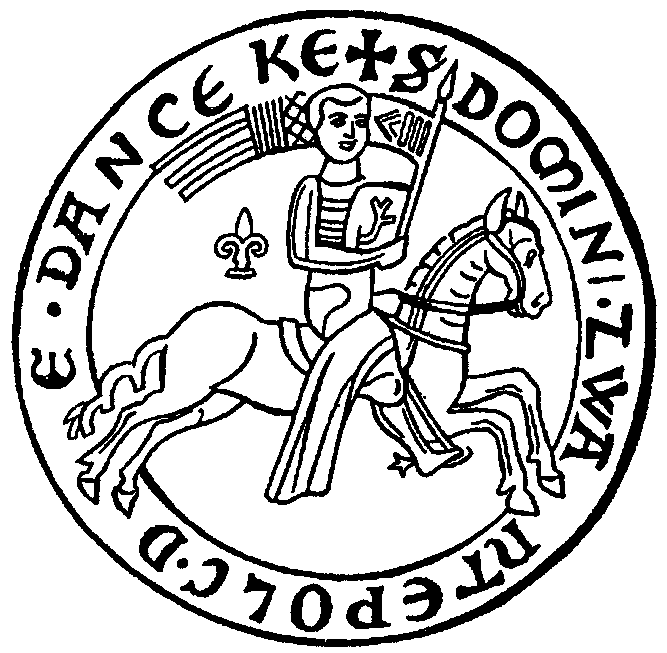
Печатка Святополка ІІ (бл. 1228)

- з печатки: лат. Zwantepolc de Danceke (Святополк Гданський)

## Сім'я
- 1-а дружина: Єфросинія (точне походження невідоме); серед гіпотез —
а) Євфросина (д/н — 1230), донька Одона П'яста, великопольського князя; або
б) Саломея (бл. 1204/1205—1235), донька великого князя київського Романа Мстиславича з дому Волинських Мономаховичів.

Діти:
- Мстівой (бл. 1220—1294), князь Східної Померанії у 1271—1294 роках
- Євфемія (бл. 1225—1270), дружина Яромара II, князя Рюгену
- Ян (1230—1248)

2. Ерменгарда, донька Генріха I, графа Шверіна
Діти:
- Вартіслав (бл. 1237-після 1271), князь Східної Померанії у 1266—1271 роках